# Estación de Salé-Ville
La Estación de Salé-Ville (en árabe: محطة سلا المدينة‎) es la principal estación ferroviaria de la ciudad de Salé, Marruecos.  Cuenta con conexión con la línea 1 del tranvía de Rabat-Salé y con autobús. Cuenta también con un aparcamiento con capacidad para 220 coches.